# Hello Seahorse!
Hello Seahorse! meksička je skupina alternativnog rocka osnovana u Mexico Cityju 2005. godine. Nakon uspjeha singla, "Bestia" (2008.), preuzetog s istoimenog albuma, Hello Seahorse! postala je jedna od najzapaženijih skupina meksičke indie rock scene.

## Članovi
- Denise Gutiérrez (Lo Blondo) - vokal, tekstopisac
- Fernando Burgos (Oro de Neta) - klavir, bas, elektronske klavijature, sintesajzer
- Gabriel G. De León (Bonnz!) - bubnjevi, gitara, glazbeno programiranje
- José Borunda (Joe) - bas-gitara, gitara, klavir

Bivši članovi
- Julio Muñoz - gitara

## Diskografija
Studijski albumi
- ...and the Jellyfish Parade (2006.)
- Hoy a las Ocho. (2007.)
- Bestia (2009.)
- Lejos. No Tan Lejos (2010.)
- Arunima (2012.)

## Vanjske poveznice
- (šp.) Službena stranica
- Hello Seahorse! – MySpace
- Hello Seahorse! – Facebook
- Hello Seahorse! – YouTube